# Ga Deokjeong
Ga Deokjeong là ga số 105 ở Tàu điện ngầm Seoul tuyến 1.

## Bố trí ga
| ↑ Jihaeng          |
| \| １２ \| ３４ \| |
| Deokgye ↓          |

| 1·2 | ●Tuyến 1 | ← Hướng đi Dongducheon · Soyosan · Yeoncheon                |
| 3·4 | ●Tuyến 1 | → Hướng đi Uijeongbu · Đại học Kwangwoon · Guro · Incheon → |

Kể từ tháng 11 năm 2017, cửa chắn sân ga trên sân ga 2 và sân ga 3 đã đi vào hoạt động, sân ga 1 và 4 lắp đặt từ tháng 3 năm 2020 và vận hành từ tháng 10 năm 2020.

## Lối thoát
- Lối thoát 1: Trường tiểu học Deogjeong, bưu điện Deokjeong, trường trung học Deokjeong, trung tâm bảo vệ Deokjeong, trung tâm cộng đồng Hoecheon 1-dong